# 明運
明運（めいうん）は、中国の大理国の段素英の時代に使用された可能性のある元号。
年代不詳 - 1009年。